# Bathyraja interrupta
Bathyraja interrupta är en rockeart som först beskrevs av Gill och Townsend 1897.  Bathyraja interrupta ingår i släktet Bathyraja och familjen egentliga rockor. IUCN kategoriserar arten globalt som livskraftig. Inga underarter finns listade.